# Megacrania rentzi
Megacrania rentzi är en insektsart som beskrevs av Hsiung 2002. Megacrania rentzi ingår i släktet Megacrania och familjen Phasmatidae. Inga underarter finns listade i Catalogue of Life.